# Fatal Frame IV
Fatal Frame: Mask of the Lunar Eclipse (conhecido no Japão como Zero: Tsukihami no Kamen [零〜月蝕の仮面〜]) é um jogo eletrônico de survival horror desenvolvido pela Tecmo e publicado pela Nintendo para o console Wii em 31 de julho de 2008 no Japão. A Tecmo dividiu o desenvolvimento com a Nintendo SPD e a desenvolvedora Grasshopper Manufacture. É o quarto título da série Fatal Frame
O enredo do jogo se passa na Ilha Rougetsu no qual um incidente provocado por razões desconhecidas afetou um grupo de garotas que foi mantida em cativeiro. Anos após seu resgate, ainda sofrendo de amnésia, uma das garotas chamada Ruka e duas outras sobreviventes retornam à ilha para buscar a verdade. A jogabilidade, assim como nos títulos anteriores, gira em torno da personagem principal explorando ambientes e enfrentando fantasmas hostis usando a Câmera Obscura.
O criador da série, Keisuke Kikuchi propôs em desenvolver o quarto título franquia após ver pela primeira vez o hardware e os controles do Wii. Kikuchi e Makoto Shibata retornaram como respectivos produtores e diretores, enquanto Goichi Suda, da Grasshopper Manufacture, atuou como co-diretor, co-escritor e designer. A equipe de desenvolvimento tinha o objetivo de desenvolver uma jogabilidade que fizesse o jogador, literalmente, sentir o medo de prosseguir no jogo. A adição de outros desenvolvedores ao projeto permitiu que a equipe reconsiderasse a fórmula padrão, já que havia se mostrado como uma experiência caótica. Como nos jogos anteriores, a música-tema foi produzida por Tsuki Amano. Após o lançamento, o jogo tornou-se o mais vendido da série até essa data, e recebeu críticas geralmente positivas dos críticos.

## História
10 anos atrás, cinco garotas foram capturadas e mantidas seqüestradas por um criminoso em uma casa misteriosa na ilha Rougetsu, localizada no sul de Honshu. Elas foram salvas por Chōshiro Kirishima, um detetive. Depois de alguns anos passados do incidente, duas garotas, Marie Shinomiya e Tomoe Nanamura, morreram misteriosamente. As três garotas restantes, Ruka Minazuki, Misaki Asō e Madoka Tsukimori, todas com 17 anos de idade agora, retornam para a ilha para recordar suas memórias perdidas e descobrir sobre o seqüestro. Chōshiro segue as garotas a procura da mãe de Ruka, Sayaka Minazuki.

### Personagens
- Ruka Minazuki (水無月 流歌 Minazuki Ruka?) Dublada por: Mamiko Noto
- Misaki Asō (麻生 海咲 Asō Misaki?) Dublada por: Miyuki Sawashiro
- Madoka Tsukimori (月森 円香 Tsukimori Madoka?) Dublada por: Saori Gotō
- Chōshiro Kirishima (霧島 長四郎 Kirishima Chōshiro?) Dublada por: Katsuyuki Konishi

## Ligações Externas
- «Sítio oficial» (em japonês)